# 玛格达莱娜·马莱耶娃
瑪格達蓮娜·馬列娃（1975年4月1日—）是保加利亞前职业网球女运动员，1989年轉職業，2005年宣佈退役。她的WTA生涯最高單打排名為第4。

## 職業生涯
瑪格達蓮娜·馬列娃出生在索菲亞，她的父母親訓練她與另外二位姊妹（曼努埃拉、卡捷琳娜），皆成為職業網球頂尖選手。
1988年娃成為保加利亞最年輕的冠軍，年齡為13歲又4個月。她在1989年轉為職業選手，第一場進入決賽的職業比賽是在意大利的ITF比賽。她的首次大滿貫賽事是1990年的法國網球公開賽，她從資格賽出線進入會內賽，達到了第三輪。1992年馬列娃在聖馬力諾奪得了她的第一個巡迴賽勝利。次年，她在澳大利亞、法國和美國公開賽打進第四輪，在溫網打進第三輪。那年，她在德國漢堡與塞萊斯比賽時，一個瘋狂的球迷刺傷塞萊斯的背部。1995年，馬列娃共贏得了三項比賽（莫斯科，芝加哥，奧克蘭），使她能達到職業生涯最高的第4位（1996年1月）。
1998年6月馬列娃接受肩部手術，她不得不離開巡迴賽11個月。回到巡迴賽後，她於1999年5月返回前20名。在2002年，她獲得了著名的克里姆林宮杯，擊敗三名排名前十的球員（大威廉姆斯，毛瑞斯莫和達文波特）。2004年，她嫁給盧博米爾。
馬列娃職業生涯總共贏得了10個WTA單打冠軍與5個WTA雙打冠軍。她獲得1993年WTA巡迴賽最佳進步球員獎，以及被提名為1990年WTA巡迴賽最令人印象深刻的新人獎。她參加過巴塞羅那、亞特蘭大和雅典奧運會。
2005年10月，瑪里娃退出職業網壇，結束16個賽季。

## 外部連結
- WTA官網的資料 （页面存档备份，存于）